# 以马内利会堂 (旧金山)
以马内利会堂（Temple Emanu-El，Congregation Emanu-El）是美国旧金山的一座犹太会堂，加州两座最古老的犹太会堂之一。
在1849年的淘金热期间，一小群犹太商人在美国西海岸的旧金山举行了第一次犹太新年仪式。他们于1850年创立了以马内利会堂，1851年4月签订了章程，16名签字者大多是来自巴伐利亚的德国犹太人。
1884年，朱莉·罗斯瓦尔德在该会堂成为美国第一位女性神职人员，虽然并没有按立 她在那里任职直到1893年。
20世纪初，猶太教改革派在美国传播，该会堂加入了改革派。该会堂大力支持以色列，组织许多旅行和相关活动。该会堂也大力强调社会正义，设有社会正义委员会（Tzedek Council），例如2016年试图推动改革加州刑事司法制度，并倡导难民和移民的权利。

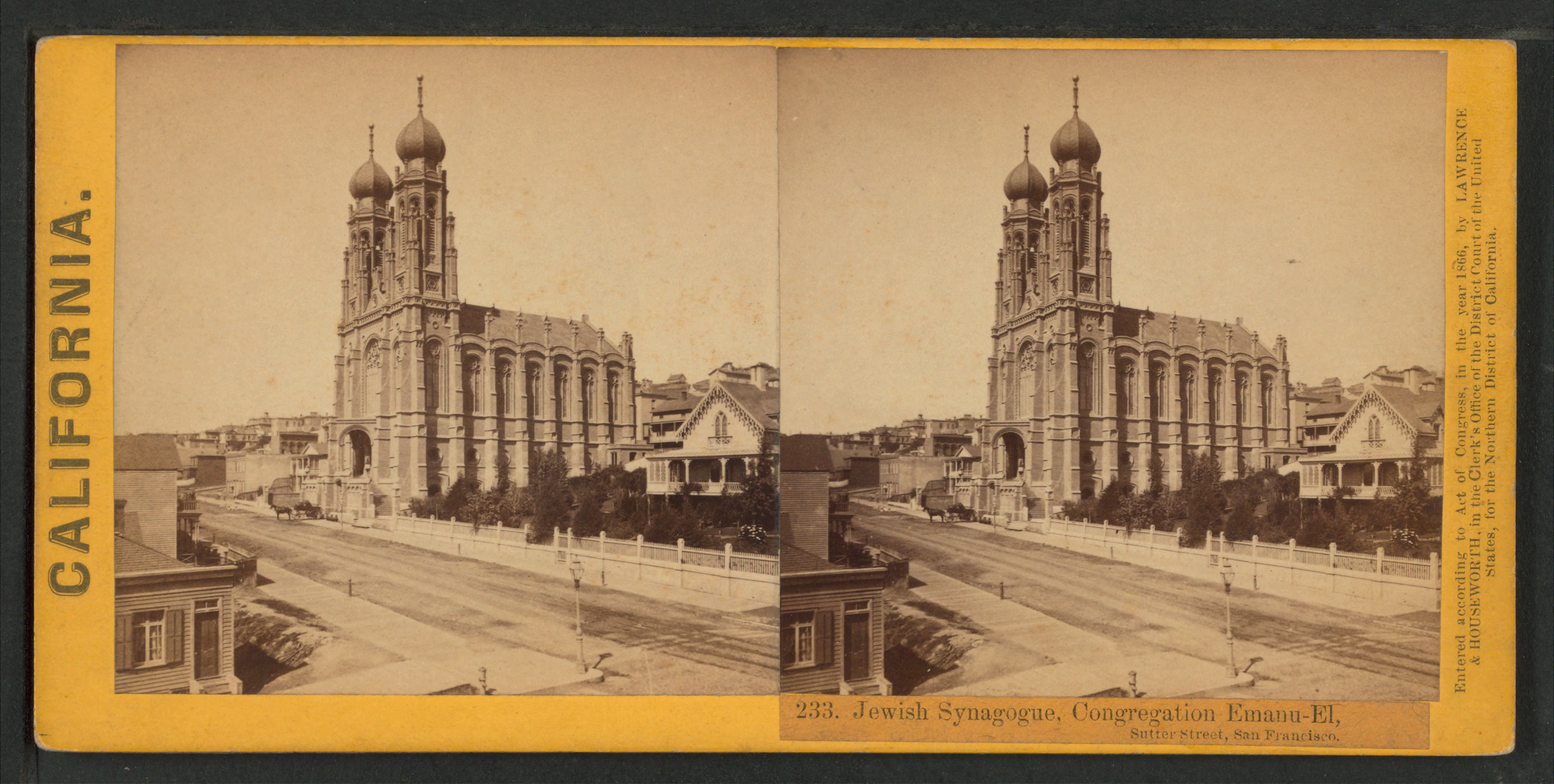